# Leo Halavatau
Pas d'image ? Cliquez ici

a Compétitions nationales et continentales officielles uniquement.

b Matchs officiels uniquement.
Dernière mise à jour le 17 mars 2025.
Leopold Halavatau, né le 21 novembre 1983 à Nukuʻalofa, est un joueur tongien de rugby à XV évoluant au poste de pilier.

## Biographie

### Carrière en club
Leo Halavatau commence sa carrière en Angleterre avec les Pertemps Bees, avec qui il transitionne tardivement du poste de troisième ligne centre à celui de pilier.
Il rejoint les London Irish en 2011 pour deux saisons. En novembre 2012, il prolonge son contrat jusqu'en juin 2016,.
En février 2012, il est prêté au London Welsh pour la fin de la saison 2011-2012 du championnat anglais de 2e division. 
Il s'engage en juin 2016 en Pro D2 avec le promu Soyaux Angoulême XV Charente,. En janvier 2018, il prolonge son contrat jusqu'en 2021. A l'issue de la saison 2020-2021, il n'est pas conservé par le club charentais.
En juillet 2021, il s'engage en Fédérale 1 avec le C' Chartres Rugby où il retrouve Renaud Gourdon, l'ex co-manager de Soyaux Angoulême entre 2013 et 2016.
En 2014, malgré la quarantaine passée, il poursuit sa carrière en France avec l'USA Limoges en Fédérale 1.

### Carrière en équipe nationale
Leo Halavatau a disputé un match avec l'équipe des Tonga en 2017 en tant que titulaire lors d'un test match face à la Roumanie.

## Palmarès
- Vainqueur du championnat anglais de 2e division en 2012 avec les London Welsh[16].